# جانوران حیات وحش جنوب
جانوران حیات وحش جنوب (به انگلیسی: Beasts of the Southern Wild) نام فیلمی سینمایی محصول کشور آمریکا به سال ۲۰۱۲ میلادی و ساختهٔ بن زایتلین است.